# Grant Mitchell (actor)
Grant Mitchell (17 de junio de 1874 – 1 de mayo de 1957) fue un actor teatral y cinematográfico de nacionalidad estadounidense, a lo largo de cuya carrera actuó en el circuito de Broadway (desde 1902 a 1939) y en más de 125 filmes estrenados entre 1930 y 1948.

## Biografía
Su nombre completo era John Grant Mitchell, Jr., y nació en Columbus, Ohio, siendo el único hijo del general de la Guerra de Secesión general John G. Mitchell. Su abuela paterna, Fanny Arabella Hayes, era la hermana del Presidente Rutherford B. Hayes. Estudió en la Universidad de Yale, y en la misma fue editor de la revista de humor del campus The Yale Record. Al igual que su padre, se hizo abogado, graduándose en la Escuela de Derecho Harvard. Sin embargo, mediada la veintena de años, se cansó de la práctica legal y llevó a la realidad su viejo sueño de hacerse actor teatral trabajando en Broadway. Allí hizo primeros papeles en obras como It Pays to Advertise, The Whole Town's Talking, The Champion, y The Baby Cyclone.
En el cine hizo una primera actuación en 1916, y una o dos más interpretaciones en cintas mudas, además de su trabajo teatral, pero su carrera en la pantalla realmente despegó con la llegada del cine sonoro. La mayor parte de sus trabajos tuvieron lugar en películas de serie B de los años 1930 y 1940, pero también hizo muchas notables actuaciones en películas de calidad como El sueño de una noche de verano (1935), Mr. Smith Goes to Washington (1939), The Man Who Came to Dinner (1942), y Arsenic and Old Lace (1944).
Grant Mitchell falleció en 1957 en Los Ángeles, California, a causa de una trombosis cerebral. Fue enterrado en el Cementerio Green Lawn, en Columbus. 

## Selección de su filmografía
- 1916 : The Misleading Lady, de Arthur Berthelet
- 1923 : Radio-Mania, de Roy William Neill
- 1930 : Man to Man, de Allan Dwan
- 1931 : The Star Witness, de William A. Wellman
- 1932 : No Man of her Own, de Wesley Ruggles
- 1932 : Big City Blues, de Mervyn LeRoy
- 1932 : 20,000 Years in Sing Sing, de Michael Curtiz
- 1933 : Wild Boys of the Road, de William A. Wellman
- 1933 : Cena a las ocho, de George Cukor
- 1933 : Central Airport, de William A. Wellman y Alfred E. Green
- 1933 : Dancing Lady, de Robert Z. Leonard
- 1933 : Heroes for Sale, de William A. Wellman
- 1933 : Nuestros superiores, de George Cukor
- 1934 : The Secret Bride, de William Dieterle
- 1934 : Twenty Million Sweethearts, de Ray Enright
- 1934 : The Cat's-Paw, de Sam Taylor
- 1934 : The Case of the Howling Dog, de Alan Crosland
- 1934 : 365 Nights in Hollywood, de George Marshall
- 1935 : One More Spring, de Henry King
- 1935 : Gold Diggers of 1935, de Busby Berkeley
- 1935 : Men Without Names, de Ralph Murphy
- 1935 : El sueño de una noche de verano, de William Dieterle y Max Reinhardt
- 1935 : In Person, de William A. Seiter
- 1936 : Next Time We Love, de Edward H. Griffith
- 1936 : The Garden Murder Case, de Edwin L. Marin
- 1936 : The Devil is a Sissy, de W. S. Van Dyke
- 1936 : The Ex-Mrs. Bradford, de Stephen Roberts

- 1937 : The Life of Emile Zola, de William Dieterle
- 1937 : First Lady, de Stanley Logan
- 1937 : Hollywood Hotel, de Busby Berkeley
- 1938 : That Certain Age, de Edward Ludwig
- 1939 : Mr. Smith Goes to Washington, de Frank Capra
- 1939 : 6000 Enemies, de George B. Seitz
- 1940 : The Grapes of Wrath, de John Ford
- 1940 : Edison, the Man, de Clarence Brown
- 1940 : My Love Came Back, de Curtis Bernhardt
- 1941 : Tobacco Road, de John Ford
- 1941 : Footsteps in the Dark, de Lloyd Bacon
- 1941 : La gran mentira (The Great Lie), de Edmund Goulding
- 1941 : The Feminine Touch, de W. S. Van Dyke
- 1941 : One Foot in Heaven, de Irving Rapper
- 1941 : Nothing But the Truth, de Elliott Nugent
- 1941 : Skylark, de Mark Sandrich
- 1942 : El hombre que vino a cenar (The Man Who Came to Dinner), de William Keighley
- 1942 : Mi hermana Elena, de Alexander Hall
- 1942 : Larceny, Inc., de Lloyd Bacon
- 1942 : The Gay Sisters, de Irving Rapper
- 1942 : Cairo, de W. S. Van Dyke
- 1943 : All by Myself, de Felix E. Feist
- 1943 : Dixie, de A. Edward Sutherland
- 1944 : The Impatient Years, de Irving Cummings
- 1944 : Arsenic and Old Lace, de Frank Capra
- 1944 : Step Lively, de Tim Whelan
- 1944 : And Now Tomorrow, de Irving Pichel
- 1945 : Bring on the Girls, de Sidney Lanfield
- 1945 : Conflict, de Curtis Bernhardt
- 1945 : Que el cielo la juzgue, de John M. Stahl
- 1945 : Crime, Inc., de Lew Landers
- 1945 : A Medal for Benny, de Irving Pichel
- 1945 : Guest wife, de Sam Wood
- 1946 : Easy to Wed, de Edward Buzzell
- 1947 : The Corpse came C.O.D., de Henry Levin
- 1947 : It happened on 5th Avenue, de Roy Del Ruth

## Teatro
- 1902-1903 : Julio César, de William Shakespeare
- 1903-1904 : Glad of It, de Clyde Fitch, con John Barrymore, Thomas Meighan, Robert Warwick y Lucile Watson
- 1905 : Cousin Billy, dirigida y secrita por Clyde Fitch a partir de Le Voyage de monsieur Perrichon, de Eugène Labiche y Édouard Martin, con May Robson
- 1906 : The Mountain Climber, de M. Neal, a partir de C. Kraatz, con May Robson
- 1906 : The House of Mirth, de Clyde Fitch y Edith Wharton, con Lumsden Hare y Charles Willis Lane
- 1907-1908 : The Toymaker of Nuremberg, de Austin Strong
- 1908 : The Call of the North, de George Broadhurst, a partir de la novela de Stewart Edward White, con DeWitt Jennings
- 1908 : Myself - Bettina, de Rachel Crothers
- 1908-1909 : The Chaperon, de Marion Fairfax
- 1909 : An American Widow, de Kellett Chambers
- 1909-1910 : The Next of Kin, de Charles Klein, con Harry Davenport
- 1910 : Get-Rich-Quick Wallingford, escrita y dirigida por George M. Cohan
- 1912-1913 : Years of Discretion, de Fanny Hatton y Frederic Hatton, dirigida por David Belasco
- 1914-1915 : It pays to advertise, de Roi Cooper Megrue y Walter Hackett
- 1921 : The Champion, de Thomas Louden y A. E. Thomas, con Lucy Beaumont
- 1921 : The Hero, de Gilbert Emery, con Blanche Friderici
- 1922 : Kempy, de (y con) J. C. Nugent y Elliott Nugent
- 1923 : The School for Scandal, de Richard Brinsley Sheridan, con Ethel Barrymore, Etienne Girardot, Walter Hampden, Violet Kemble-Cooper y Charles Richman
- 1923-1924 : The Whole Town's Talking, de Anita Loos y John Emerson
- 1924-1925 : The Habitual Husband, de Dana Burnet, con Margalo Gillmore
- 1925 : Spooks, de Robert J. Sherman
- 1925-1926 : One of the Family, de Kenneth S. Webb, con Beulah Bondi, Louise Closser Hale y Mary Philips
- 1927-1928 : Baby Cyclone, escrita y producida por George M. Cohan, con Spencer Tracy
- 1929 : All the King's Men, de Fulton Oursler
- 1929 : A Tailor-Made-Man, de Harry James Smith
- 1937 : Tide rising, de George Brewer Jr.
- 1938 : Ringside Seat, de Leonard Ide